# Formiga (Minas Gerais)
Formiga is een gemeente in de Braziliaanse deelstaat Minas Gerais. De gemeente telt 68.040 inwoners (schatting 2015).

## Aangrenzende gemeenten
De gemeente grenst aan Arcos, Camacho, Candeias, Córrego Fundo, Cristais, Guapé, Itapecerica, Pains, Pedra do Indaiá, Pimenta en Santo Antônio do Monte.